# Zora Tavčar
Zora Tavčar, slovenska esejistka, prevajalka, filologinja, pedagoginja in kulturna delavka, * 2. oktober 1928, Loka pri Zidanem Mostu, † 4. avgust 2025, Loka pri Zidanem Mostu.

## Življenje
Rodila se je v meščanski družini v Loki pri Zidanem Mostu. V gimnazijo je hodila v Mariboru, na Dunaju in v Ljubljani, kjer je leta 1947 maturirala na poljanski gimnaziji. Diplomirala je iz primerjalne književnosti z literarno teorijo in slovenskega jezika s književnostjo. Leta 1963 je na katoliški univerzi Sacro Cuore v Milanu doktorirala iz literarnih predmetov.
Leta 1951 se je poročila s pisateljem Alojzom Rebulo in se preselila na Opčine pri Trstu.  Poučevala je slovenščino, zgodovino, zemljepis, državljansko vzgojo in latinščino na srednjih šolah Sv. Jakob in Sv. Ivan v Trstu, na učiteljišču A. M. Slomška, in na srednji šoli Srečko Kosovel na Opčinah. Leta 1988 se je upokojila.
Z možem sta imele tri hčere, pisateljevanju se posvečata hčeri Alenka in Marjanka. Zadnja leta sta živela v Loki pri Zidanem Mostu.

## Delo
Novele so izhajale v revijah, največ v Mladiki, pesmi pa je objavljala v Mladinski reviji, Besedi, Novih obzorjih, Zalivu, Tokovih, Mladiki in Galebu. Leta 2001 je izšla zbirka Ko se ptički prebude: pesmi za otroke in otroške duše. Njeno pisanje oblikuje tematska pisanost, poetična sočnost, duhovna šegavost, smisel za naravo in izbran jezikovni čut. Mladinske povesti so izhajale v Galebu in Pastirčku, Novi Mladiki in Pionirskem listu. Najbolj znane izmed njih so: Luč z Vrhovelj (1964, 1970), V srcu Afrike (1964, 1968) ter Med vzporedniki in poldnevniki (1966). Prevajala je in pisala drame za Radio Trst A.
Napisala je tudi vrsto esejev in radijskih iger za mladino. Nekatere so bile nagrajene: Gaber nad prepadom (1964), Primer Steiner (1968) in Gabi (nagrajena in izvajana na Radio Ljubljana). Dve igri je uprizorilo Slovensko stalno gledališče v Trstu. Igre je pisala tudi za svoje dijake v gledaliških krožkih (ter jih režirala). Čeprav je napisala veliko mladinskih povesti in iger, je njen opus pretežno namenjen odraslim.
Uredila je več knjig in napisala spremno besedo. Sodelovala je tudi pri sestavljanju šolskih knjig za srednje šole v Italiji. Prevedla je knjigi Obiralci bombaža Bercka Travna Torsvana (iz nemščine; 1951) in  Učenci sonca Giuseppeja Marotte (iz italijanščine; 1976).
Sodelovala je kot raziskovalka emigrantske književnosti pri antologiji emigrantske literature Pod južnim križem in pri knjigah Slovenske akademije znanosti in umetnosti Slovenska književnost v zdomstvu.
Bila je članica Društva slovenskih pisateljev.

## Nagrade
- Prejela je nagrado "vstajenje" za knjigo Veter v laseh (1982).
- Dobila je prvo nagrado na natečaju Mladike za novelo Velika maša (1974).
- Leta 2007 je dobila diplomo - priznanje Andragoškega centra pri Ministrstvu za šolstvo in znanost v Ljubljani za dolgoletno delo pri izobraževanju odraslih.
- Dobila je srebrno plaketo občine Sevnica za prispevek h kulturi.
- Leta 2017 je prejela častno priznanje Boruta Meška za življenjsko delo.
- V Bariju je na mednarodnem srečanju "Ženske in poezija" dobila medaljo za poezijo (prevod v italijanščino Jolka Milič in Zora Tavčar).